# DWG

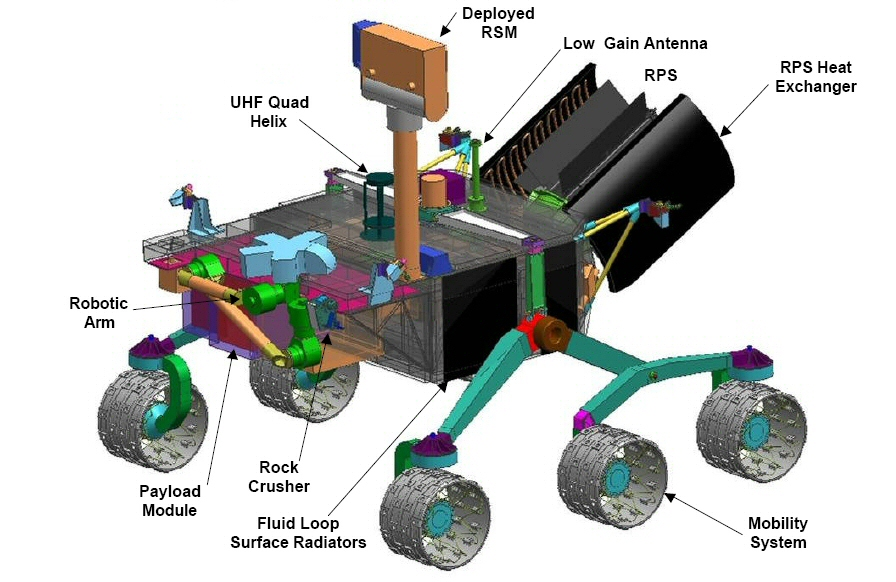
Modelo tridimensional do Mars Science Laboratory produzido originalmente em Autocad no formato .DWG.

DWG é a extensão de arquivos de desenho em 2D e 3D nativa do software AutoCAD.
Este formato, diferentemente do .DXF, é proprietário. Pertence à Autodesk, fabricante do AutoCAD. De 1982 a 2007, a Autodesk criou mais de 18 variações do formato DWG. Mesmo assim, diversas firmas tentaram fazer versões de DLLs capazes de ler e escrever arquivos DWG:
- Open Design Alliance
- LibreDWG (Projeto GNU)
- DWGdirect
- CadLib (.NET library)
- Outros

A Autodesk não garante a compatibilidade dessas bibliotecas com o DWG original. Somente a Bentley Systems, fabricante do Microstation, tem uma parceria e um projeto de interoperabilidade com a Autodesk, para os formatos nativos de seus produtos.